# Juan Lara (Schiedsrichter)
Juan Ignacio Lara Luco (* 5. April 1989) ist ein chilenischer Fußballschiedsrichter.
Lara ist seit März 2019 Schiedsrichter in der chilenischen Primera División und hat in dieser bereits über 75 Partien geleitet.
Seit 2021 steht Lara als Videoschiedsrichter auf der Liste der FIFA-Schiedsrichter und wird seitdem bei internationalen Fußballpartien als VAR eingesetzt.
Lara war bei der U-20-Weltmeisterschaft 2023 in Argentinien, bei der FIFA-Klub-Weltmeisterschaft 2023 in Saudi-Arabien und bei der Copa América 2024 als Videoschiedsrichter im Einsatz.